# Melake Kahsai
Melake Kahsai ist ein eritreischer Straßenradrennfahrer.
Melake Kahsai wurde 2005 bei der Tour of Eritrea Etappenzweiter beim Asmara Criterium und bei der dritten Etappe in Massaua. Im nächsten Jahr wurde er dort Tageszweiter in Mendefera, sowie Dritter in Asmara und 2007 belegte er den dritten Rang bei der ersten Etappe in Massawa. 2009 startete Kahsai mit dem Asmara Team bei der Tour of Eritrea, gewann dort die vierte Etappe und wurde Dritter in der Gesamtwertung.

## Erfolge
2009
- eine Etappe Tour of Eritrea